# Polypodium caudatoattenuatum
Polypodium caudatoattenuatum là một loài thực vật có mạch trong họ Polypodiaceae. Loài này được (Takeda) C. Chr. miêu tả khoa học đầu tiên năm 1934.